# Santonio Holmes
Santonio Holmes Jr. (Belle Glade, Florida, 3 maart 1984) is een Amerikaans voormalig Americanfootballspeler voor de Pittsburgh Steelers, de New York Jets en de Chicago Bears in de National Football League. Holmes speelde als wide receiver en won eenmaal de Super Bowl.